# Closterus promissiramis
Closterus promissiramis là một loài bọ cánh cứng trong họ Cerambycidae.